# Ernst Grube
Ernst Grube, né le 22 janvier 1890 à Neundorf et mort le 14 avril 1945 dans le camp d'extermination de Bergen-Belsen, est un homme politique allemand.

## Biographie
Né dans un petit village de la Saxe-Anhalt, il est fils de mineur. Il se forme comme menuisier, se syndique et adhère en 1908 au Parti social-démocrate. Pendant la Première Guerre mondiale il est « actif dans le mouvement anti-guerre » et se joint à la Ligue spartakiste ; après la guerre il est membre fondateur du Parti communiste d'Allemagne,.
Député au parlement de Saxe de 1920 à 1922, il est conseiller municipal à Zwickau de 1922 à 1924, puis aux élections législatives allemandes de mai 1924 il est élu député de la circonscription de Chemnitz-Zwickau (dans la Saxe) au Reichstag. Il siège durant la courte législature de mai à décembre 1924,. Sa biographie parlementaire à l'époque le décrit comme « actif dans le mouvement ouvrier révolutionnaire ». Député au Parlement prussien de décembre 1924 à la mi-1932, il retrouve un siège de député au Reichstag lors des élections législatives de 1930. Il y est réélu aux élections de juillet 1932 et de novembre 1932,. De 1930 à 1933 il est chargé des sports au comité central du Parti communiste.
Il est arrêté la nuit du 27 au 28 février 1933, la nuit de l'incendie du Reichstag. Il est alors incarcéré six ans, successivement dans les camps de concentration de Sonnenburg, de Lichtenburg puis de Buchenwald. Bien que réélu député aux élections de mars 1933, il n'est pas autorisé à siéger ; les nazis n'autorisent aucun élu communiste à entrer au Reichstag. Relâché en 1939, il retrouve un emploi comme menuisier, avant d'être enrôlé dans l'armée et déployé à l'invasion allemande de la Pologne,.
Le 21 août 1944, il est arrêté dans le cadre de l'Aktion Gitter, la vague d'arrestations massives d'anciens élus et de syndicalistes après le complot du 20 juillet 1944. Envoyé au camp de concentration de Sachsenhausen, il y tombe gravement malade. Début avril 1945, il est « chargé dans des camions à bestiaux avec tous les prisonniers incapables de travailler » et envoyé au camp d'extermination de Bergen-Belsen, où il meurt du typhus le 14 avril,,.
Il est l'un des anciens députés commémorés par le Mémorial en souvenir des 96 membres du Reichstag assassinés par les nazis, devant le palais du Reichstag. Une rue et un parc portent son nom dans le quartier Köpenick de l'est de Berlin, de même que l'ancien stade Ernst Grube à Magdebourg, dans sa région natale de Saxe-Anhalt.